# Шимакі (Мазовецьке воєводство)
Шимакі (пол. Szymaki) — село в Польщі, у гміні Плонськ Плонського повіту Мазовецького воєводства.
Населення — 185 осіб (2011).
У 1975-1998 роках село належало до Цехановського воєводства.

## Демографія
Демографічна структура станом на 31 березня 2011 року:
|          | Загалом | Допрацездатний вік | Працездатний вік | Постпрацездатний вік |
| -------- | ------- | ------------------ | ---------------- | -------------------- |
| Чоловіки | 89      | 18                 | 64               | 7                    |
| Жінки    | 96      | 20                 | 54               | 22                   |
| Разом    | 185     | 38                 | 118              | 29                   |